# Víctor d'Ors

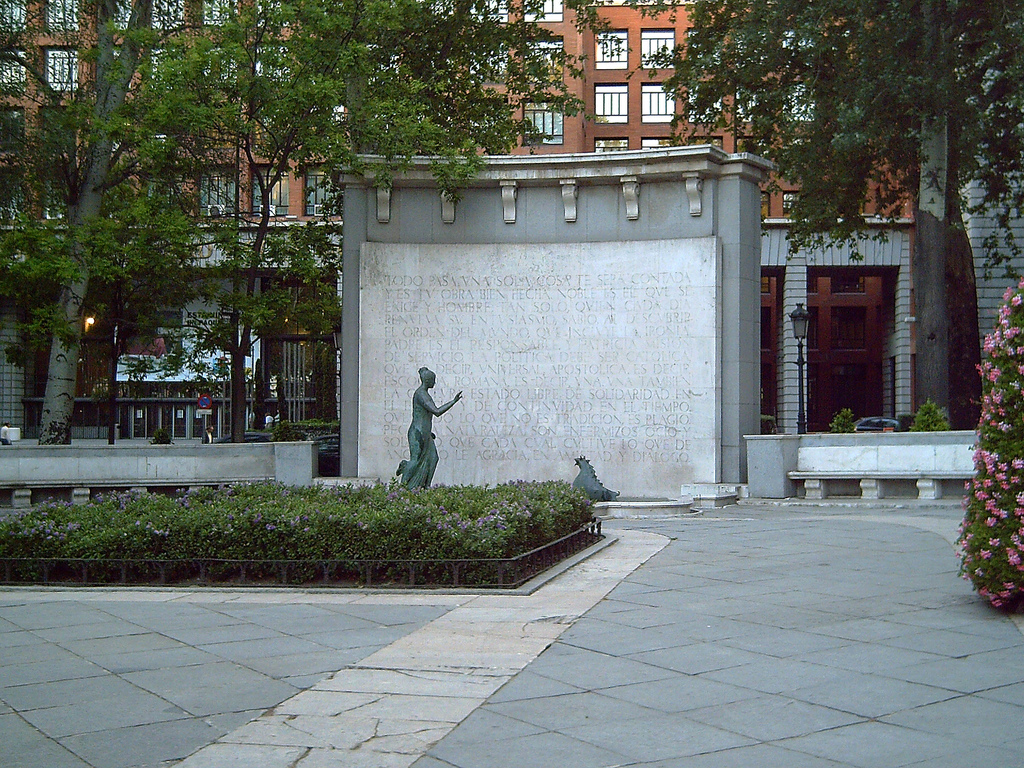
Monument a Eugeni d'Ors, Madrid (1963)

Víctor d'Ors i Pérez-Peix (Barcelona, 1909 - Madrid, 3 de desembre de 1994) va ser un arquitecte i urbanista fill de l'escriptor i filòsof Eugeni d'Ors i de l'escultora Maria Pérez i Peix. Representant de l'arquitectura espanyola de postguerra, va ser professor i director de l'Escola Tècnica Superior d'Arquitectura de Madrid, a més de titular encarregat del Seminari de Teoria de l'Arquitectura i catedràtic d'Estètica.
Fou un furibund anticatalanista i un destacat nacionalsindicalista, defensant les posicions més extremes dintre el bàndol nacional, arribant a afirmar el 1937: «Construirem la nova Espanya amb una solidesa sense comparació. Per això diem d'una vegada per totes: Qualsevol element de diferenciació que pugui irremeiablement separar moralment o materialment els espanyols ha de ser evitat i arribat el cas, aniquilat.»
Entre les seves obres cal destacar el Pla d'Urbanització de Salamanca, que va començar a dissenyar l'any 1938, en col·laboració amb Valentín-Gamazo. Com a arquitecte municipal de Madrid es va encarregar del traçat dels jardins del Paseo del Prado. L'any 1956 li van encarregar fer l'obra dedicada al seu pare, en col·laboració amb els escultors Cristino Mallo i Frederic Marès, que se situa en el passeig de Recoletos. La lenta execució d'aquest projecte va provocar que no s'acabés fins al 17 de juliol de 1963.
Morí a Madrid el 3 de desembre de 1994. El seu llegat personal es conserva al col·legi d'Arquitectes de Madrid i entre les seves obres destaquen la rehabilitació del palau de San Boal de Salamanca, el col·legi Major de Nostra Senyora d'Àfrica i la facultat de Belles Arts, aquestes darreres a la Ciutat Universitària de Madrid.